# 다니엘레 데세나
다니엘레 데세나(이탈리아어: Daniele Dessena, 1987년 5월 10일 ~ )는 이탈리아의 축구 선수로 현재 세리에 C의 비르투스 엔텔라에서 뛰고 있다.